# Единственность
Еди́нственность — логическое суждение о необходимом тождестве объектов, удовлетворяющих заданному условию. При выполнении единственности объект, удовлетворяющий заданному условию, называется единственным. Как таковая, единственность не влечёт существование.
В математике единственность элемента, удовлетворяющего условию P, понимается как
{\displaystyle \forall x,y:\quad P(x)\land P(y)\ \rightarrow \ x=y},
где ∧ — логическое «и», → — импликация, а = — равенство. Теоремы, утверждающие единственность, называются теоремами (о) единственности.
С точки зрения теории множеств единственность — утверждение, что мощность множества не превосходит 1, откуда и название.
Часто встречается связка «существование и единственность», обозначаемая в математике диграфом ∃! (квантор существования и единственности). С точки зрения теории множеств существование и единственность — утверждение, что мощность множества равна 1. Вне математики и формальной логики, под «единственностью», в порядке языковой небрежности, может подразумеваться именно существование и единственность.